# 那霸號列車
那霸（日语： Naha */?）號列車曾經是由西日本旅客鐵道（JR西日本）和九州旅客鐵道（JR九州）運行於京都站至熊本站之間的寝台特急列車，途經東海道本線、山陽本線、鹿兒島本線。在九州新幹線部分路段啟用時，「那霸」行走於新大阪站至西鹿兒島駅之間在2008年3月14日起與「曉」一同廢止。
本條目將會記載過往運行於京阪神至鹿兒島本線之間的夜間列車變遷。

## 概要

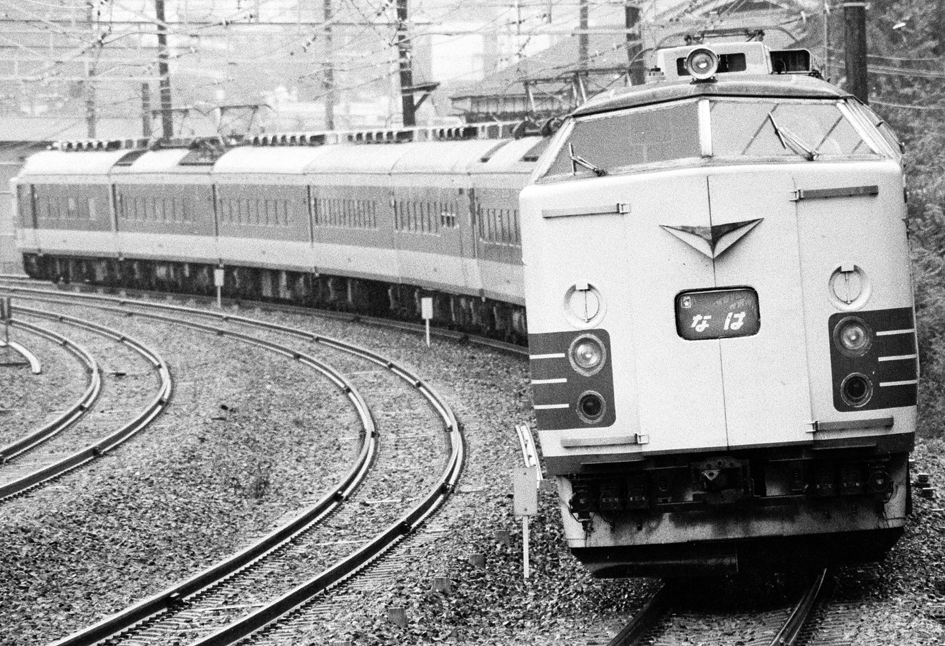
581・583系電動列車正在行走臥鋪特急「那霸」（圖中為不載客列車，1983年 山崎站附近）

特急「那霸」，是來自當時京阪九（京都至博多・長崎）之間的優等列車，日間柴油特急列車「鷗」，於1965年10月2日時間表修正中行走於京都至西鹿兒島之間，該列車在1968年10月的時間表修正中，獨立為「那霸」列車，行走於大阪至西鹿兒島之間。當時的日間特急列車使用Kiha82系，在大阪至小倉之間與前往日豐本線宮崎的「日向」結併運行。在1973年10月時間表修正後，改用485系電動列車獨立運行。
在1975年3月，山陽新幹線全線開通，「那霸」的運行時段由日間變為夜間，使用車輛改用583系，成為夜行臥鋪特急列車「那霸」，行走於新大阪（部分時期為京都）至西鹿兒島之間。
在1984年2月，使用車輛由電動列車改為臥鋪客車（24系客車），成為京阪神至鹿兒島本線沿線的「關西藍色列車」一員。
在2004年3月，部分九州新幹線路段啟用，並行在來線由第三部門鐵道肥薩橙鐵道管理，使「那霸」列車縮短至熊本。在翌年2005年10月，「那霸」與「曉」於京都至鳥栖之間結併運行，使「那霸」的運行區間為京都至熊本之間。在2008年3月廢止，為京阪神至九州之間最後一條夜行定期特急列車，該列車由1965年開始運行，服務達42年半，而此列車服務達39年半。

### 「那霸」列車名稱的由來
「那霸」列車名稱是來自琉球新報希望沖繩返還，舉行「在本土設有沖繩名稱的列車行走」企劃而公開招募列車名稱。在縣內外共有5,211個名稱，最後由「那霸」、「沖繩」、「首里」、「刺桐」、「姬百合」，5個候補名稱中選出一個。而最終由「那霸」當選，該名稱是取自當時美國統治時代，於琉球的首都沖繩縣那霸市。此列車名稱不是取自其列車經過的地方或目的地附近地名，前往「那霸市」需乘坐該列車前往鹿兒島，於鹿兒島港轉乘船隻前往該處。因此此列車成為關西方向連接沖繩的其中一個路程。
在2008年3月15日，在下行最後一班列車到達鳥栖站後，此站列車顯示獨立的車頭標，並到達終點站熊本站後舉行了紀念儀式，把車頭標損贈給沖繩縣那霸市相關人士。在同年4月1日起，於Yui-Rail縣廳前站閘內大堂展示，隨後遷移至鄰近那霸機場站的沖繩都市單軌電車總部內「Yui-Rail展示館」展出展品。

## 運行狀況

### 廢止前

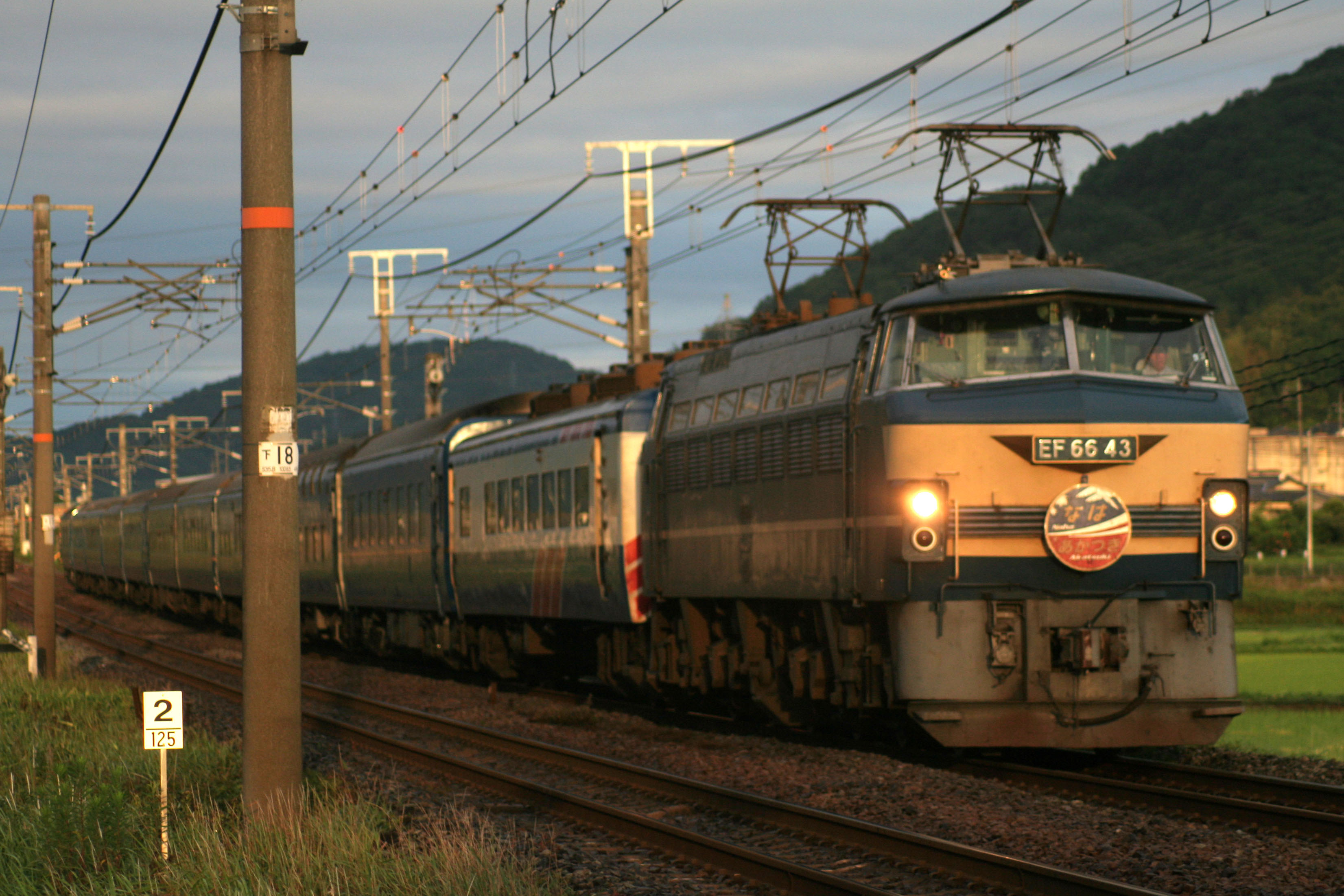
臥鋪特急「那霸」「曉」（瀨戶至萬富之間）

在廢止前，「那霸」與「曉」於京都至鳥栖之間結併運行。在列車編號於所有區間之間不會變更，下行為 31，上行為 32 。

#### 停車站
京都站－新大阪站－大阪站－三之宮站－姬路站－岡山站－倉敷站－福山站－（尾道站）－（三原站）－（新山口站）－（宇部站）－（厚狹站）－下關站－門司站－小倉站－黑崎站－博多站－鳥栖站－久留米站－大牟田站－熊本站
- 尾道站・三原站只有下行列車停站
- 新山口站・宇部站和厚狹站只有上行列車停站上落乘客，下行列車也停站，但是為運輸停車。

#### 使用車輛及編成
「那霸」在開始投入服務為使用柴油列車。在1973年10月1日起使用485系電動列車。在1984年2月1日起使用24系客車。在進入平成時代，於1990年3月10日增設普通車座位指定席「連排座位」，連結在來往熊本的付屬編成中。在1992年7月15日，該「連排座位」改為連結來往西鹿兒島的基本編成，直至開始與「曉」結併前（即2005年9月30日出發班次）。而B寢台獨立房間「Duel」於1991年3月16日開始連結，B寢台獨立房間「Solo」於1992年7月15日開始連結。

##### 牽引機關車
在京都至下關之間，由JR西日本（當時）下關地域鐵道部下關車輛管理室所屬的EF66形牽引。在開始與「曉」結併前，由下關車輛管理室所屬的EF65形1000番台（PF形）牽引。在開始結併後，該電力機車也會執行前往關西方向的團體臨時列車之用。
在下關至熊本之間，由大分鐵道事業部大分車輛中心所屬的機車牽引，當中下關至門司之間由EF81形400番台，在門司至熊本之間由ED76形牽引。

#### 車掌負責區
- 京都至下關之間：都列車區（日语：みやこ列車区）（JR西日本）
- 下關至鳥栖之間：門司車掌區（日语：門司車掌区）（JR九州）
- 鳥栖至熊本之間：博多車掌區（日语：博多車掌区）（JR九州）

### 在2004年前後的運行狀況
在2004年3月11・12日前，列車的終點為西鹿兒島（現時：鹿兒島中央）。

#### 停車站
新大阪站－大阪站－三之宮站－姬路站－岡山站－倉敷站－福山站－尾道站－三原站－〔門司站〕－〔小倉站〕－博多站－鳥栖站－久留米站－大牟田站－熊本站－八代站－水俁站－出水站－阿久根站－川內站－串木野站－伊集院站－西鹿兒島站
- 〔　〕只為上行停車站
- 另外，下關站、門司站下行運輸停車站，下關站為上行運輸停車站。

#### 使用車輛及編成
客車均使用24系客車。

## 與此列車起終點相近的公共交通工具
與此列車相近，連接阪神地域與南九州的公共交通工具設有夜行高速巴士。截至列車廢止時段，設有以下高速巴士路線，當中截至2019年，只設有日出號仍然營運。另外，在航空交具方面，設有大阪國際機場（伊丹）、關西國際機場、神戶機場連接熊本機場、鹿兒島機場的航空路線。
- 熱帶號（日语：トロピカル号 (大阪 - 鹿児島線)） : 由近鐵巴士（日语：近鉄バス）運行，連接大阪與鹿兒島。
  - 曾經與鹿兒島交通（日语：鹿児島交通）聯營（後來為南九州巴士網絡（日语：南九州バスネットワーク）），該巴士運行班次名為「熱帶快車」。
- 薩摩號（日语：さつま号） : 阪急觀光巴士（日语：阪急観光バス）和南國交通（日语：南国交通）聯營，連接大阪與鹿兒島。
- 日出號（日语：サンライズ号 (高速バス)） : 近鐵巴士和九州產交巴士（日语：九州産交バス）聯營，連接京都、大阪與熊本。
- 暮色神戶號（日语：トワイライト神戸号） : 由九州產交巴士營運，連接尼崎、神戶和熊本、鹿兒島。
  - 在列車未廢止前，曾設有熊本電氣鐵道和山陽電氣鐵道（日语：山陽バス）聯營「夕鶴號」「Let's號」（日语：トワイライト神戸号#ユウヅル号）

，行走神戶和熊本之間。

## 運行於京阪神至鹿兒島本線之優等列車沿革

### 戰後開設列車班次
- 1951年（昭和26年）4月1日：開設來往大阪至博多之間的臨時夜行急行列車3033・3034列車。
- 1952年（昭和27年）9月1日：3033・3034列車名為「玄海」，並成為定期列車。
- 1953年（昭和28年）3月15日：「玄海」臨時延長至東京站。
- 1954年（昭和29年）8月1日：「玄海」正式運行至東京至博多之間，與「高千穗」結併。
- 1956年（昭和31年）
  - 3月20日：開設來往京都至熊本之間的臨時夜行急行「天草」（日语：／）。
  - 11月19日：「天草」成為定期列車。「玄海」改名為使用漢字書寫的「玄海」，「玄海」於九州一方的終站為長崎本線長崎站。
- 1957年（昭和32年）10月1日：開設來往東京至長崎之間的臥鋪特急列車「勝風（日语：さくら (列車)）」。「玄海」改名為「櫻島」（日语：／），同時改為來往京都至鹿兒島之間。
- 1958年（昭和33年）10月1日：「櫻島」再次改名為「玄海」，運行區間縮短至京都至博多之間。
- 1961年（昭和36年）10月1日：實施3·6·10（日语：サンロクトオ）時間表修正（日语：ダイヤ改正）：
  1. 開設行走於大阪至熊本之間的臥鋪急行列車「肥之國」。
  2. 「天草」改經筑豐本線，不再途經博多站。
  3. 「玄海」改為來往長崎站。
- 1963年（昭和38年）10月1日：開設夜行急行列車「城山」，行走於大阪至西鹿兒島（現時：鹿兒島中央）之間。
- 1964年（昭和39年）10月1日：隨著開設東海道新幹線，實施時間表修正：
  1. 「肥之國」「城山」為了可轉乘東海道新幹線，改為來往新大阪。
  2. 本來來往東京至西鹿兒島之間運行不定期急行列車「櫻島」（日语：／）於本州一方的終站改為新大阪站。但是在繁忙時期會延長至品川[4]。
- 1965年（昭和40年）10月1日：實施時間表修正：
  1. 日間柴油特急列車「鷗」開始連結來往西鹿兒島的編成。運行區間為京都至西鹿兒島之間。
  2. 開設新大阪至博多之間的臥鋪急行列車「海星」。
  3. 開設新大阪至西鹿兒島、長崎之間的臥鋪特急列車「曉」。列車使用20系客車（日语：国鉄20系客車），為藍色列車之一。
    - 當初為轉乘東海道新幹線的列車，因於設有「關西子彈火車」之名。
    - 隨著新設「曉」，「城山」改為來往大阪站。

### 「那霸」與臥鋪電動列車特急登場

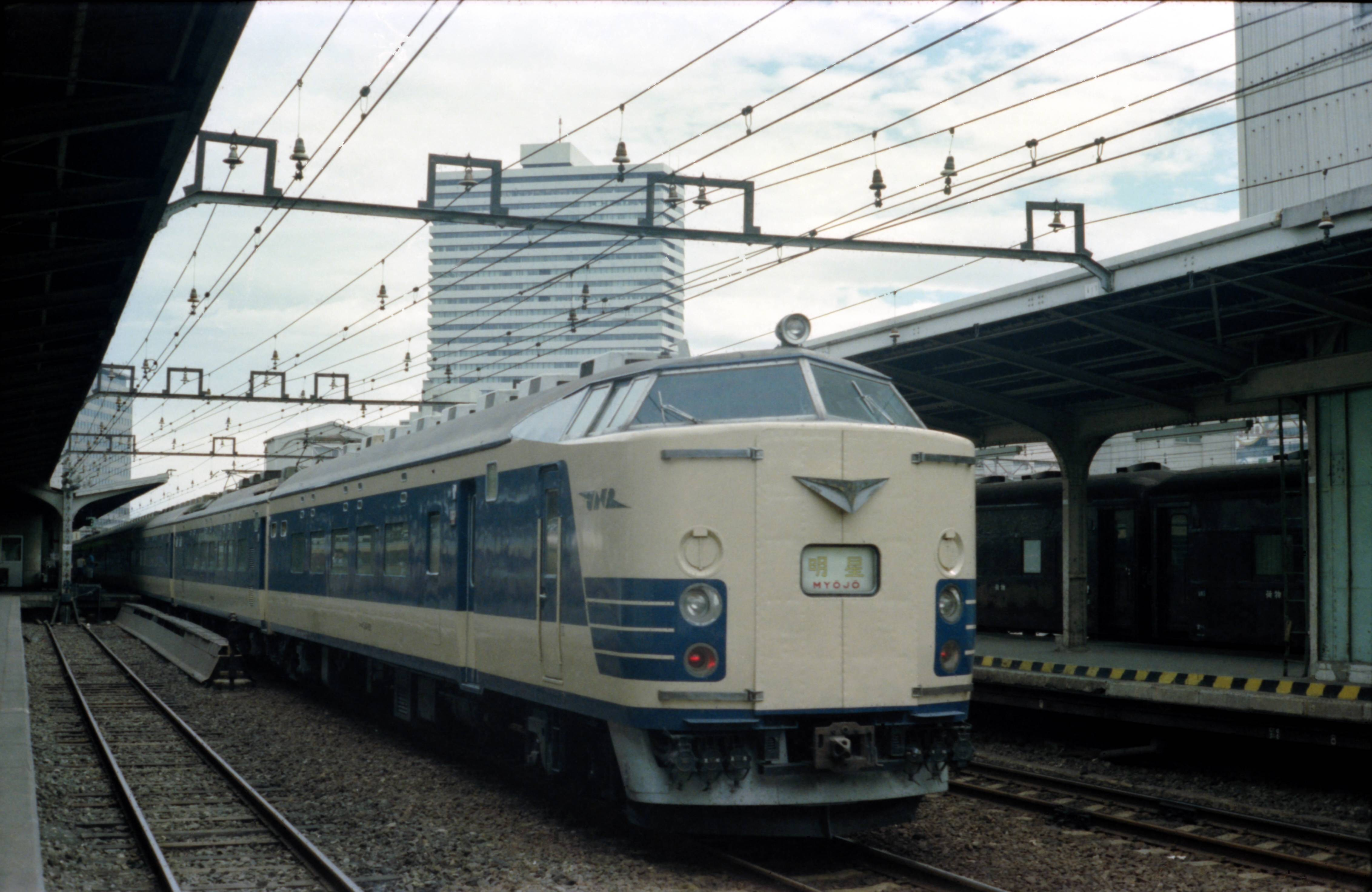
583系臥鋪電動列車特急「明星」（1978年 大阪站）

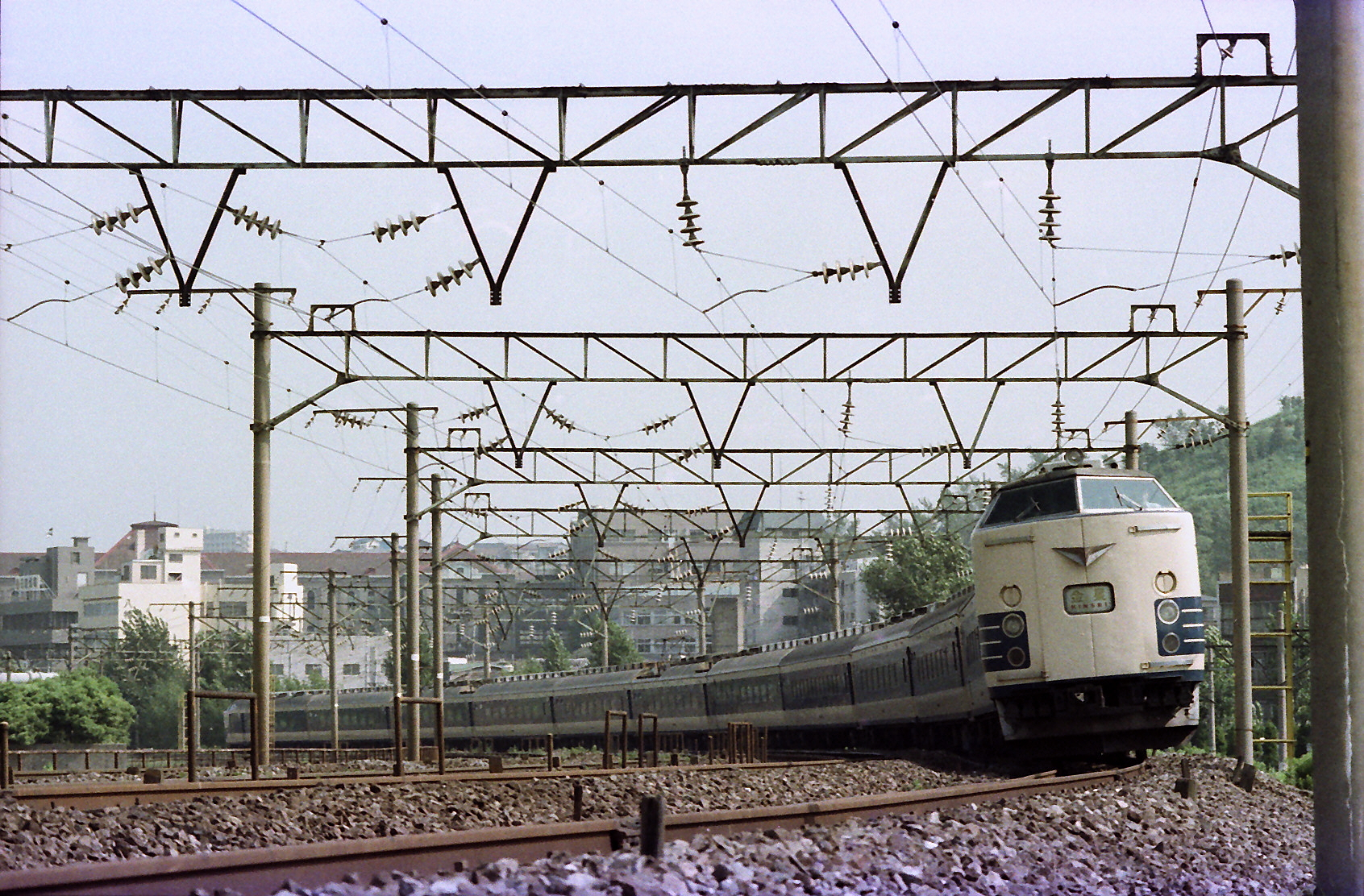
583系臥鋪電動列車特急「金星」（1978年 枝光至八幡站之間）

- 1967年（昭和42年）10月1日：行走於新大阪至博多之間的臥鋪急行列車「海星」升級至臥鋪特急「月光」（日语：／），成為世界首架電動列車臥鋪特急列車。
  - 使用車輛為581系電動列車（日语：国鉄583系電車#581系），該車輛名為「月光型電車」。
- 1968年（昭和43年）10月1日：實施4·3·10（日语：ヨンサントオ）大規模時間表修正：。
  1. 來往新大阪至熊本之間的夜行急行列車「肥之國」改用電動列車，並成為特急列車。「銀河」整合至來往東京至大阪之間的臥鋪急行列車「明星」。
  2. 「月光」增加1往返臨時列車班次。
  3. 「曉」增加1往返班次。運行區間為新大阪至西鹿兒島、佐世保之間。
  4. 本來使用「鷗」行走於新大阪至西鹿兒島之間的日間柴油特急列車班次獨立為「那霸」。
    - 「那霸」在開始運行時會與來往日豐本線宮崎的「日向」於小倉站前結併。兩列車均使用KiHa82系（日语：キハ82系）。

  5. 開設來往名古屋至博多之間的臥鋪特急列車「金星」（日语：／）。
- 1970年（昭和45年）
  - 3月15日：暫停「月光」「明星」「金星」的餐車服務。
  - 10月1日：增加「明星」2往返班次。另外，開設來往京都至西鹿兒島之間的電動列車臥鋪特急列車「霧島」，途經東海道本線、山陽本線、鹿兒島本線。
  - 「霧島」曾經設有同名列車「霧島」（使用漢字書寫），該急行列車為行走於東京至西鹿兒島之間，在這次修正中該列車改名為「櫻島」。而新設的電動臥鋪特急列車為最長距離運行列車，同時為於關西至九州之間唯一設有餐車的電動列車臥鋪特急。
- 1972年（昭和47年）
  - 3月15日：隨著山陽新幹線新大阪站至岡山站啟用，實施時間表修正（日语：1972年3月15日国鉄ダイヤ改正）：

  1. 「明星」與從來的「月光」均改為來往博多。另外，1往返班次改為來往京都。
  2. 「月光」的運行區間改為來往岡山至西鹿兒島之間，行走於岡山至博多之間設有臨時列車班次，餐車繼續暫停營業。
  3. 「曉」改為來往新大阪至熊本、長崎之間。
  4. 「霧島」的下行班次岡山 → 西鹿兒島之間改為「月光」，新設的下行「明星1號」新大阪 → 熊本之間行駛時間縮短2小時50分。只有下行列車停博多站作上落客用。另外，在博多 → 熊本之間不停站。
  5. 「城山」改名為「屋久島」（日语：／）。

  - 10月2日：「曉」改為來往新大阪至熊本之間。「曉」改用14系客車。
- 1973年（昭和48年）10月1日：實施時間表修正：
  1. 岡山至博多之間的臨時「月光」成為定期列車，使「月光」設有2往返班次。
  2. 「那霸」改用485系電動列車，在同一行走區間中使用獨立列車運行的日間特急列車班次。
    - 另外，與「那霸」結併的「日向」繼續使用柴油列車。在翌年1974年4月，日豐本線的電氣化區間延伸至南宮崎站，同日改用電動列車。

  3. 來往西鹿兒島的「月光」和「霧島」的上行時間表於西鹿兒島至岡山之間交換，「霧島」的餐車暫停營業。
  4. 隨著「霧島」的餐車暫停營業，在西日本區域內，使用電動列車的臥鋪特急列車再沒有餐車營業，來往關西至西鹿兒島之間設有餐車的臥鋪列車只剩下「曉」。

### 山陽新幹線全線開通後
- 1975年（昭和50年）3月10日：隨著山陽新幹線開業至博多站，實施時間表修正（日语：1975年3月10日国鉄ダイヤ改正），作出以下變更：
  1. 「那霸」於日間特急班次在大阪至博多之間的區間由山陽新幹線替代，使日間特急班次縮短至來往博多至西鹿兒島之間，並把那1往返班次改名為「有明」，而「那霸」使用客車臥鋪特急列車的1往返班次改用電動列車，並改名為「曉」，來往新大阪至西鹿兒島之間。
  2. 「明星」由原來來往西鹿兒島、熊本出發或到達的列車「曉」、「霧島」、「月光」整合而成。（但是，「月光」來往岡山至西鹿兒島的1往返班次延長至新大阪）使在改正後共有電動列車3往返，客車4往返班次，合共7往返班次。
    - 當中，1往返班次（下行6號、上行3號）是由特急「鷗」廢止與急行「天草」改經其他路段後，該班次於黑崎至原田之間經筑豐本線，不經博多站。
    - 另外1往返班次（下行4號、上行5號）為季節列車，在全車指定席（座位車）。
    - 使用電動列車，來往西鹿兒島的1往返班次（下行1號、上行7號）和來往博多的1往返班次（下行7號、上行1號）是原自急行「屋久島」和夜行急行「筑紫」。
    - 在此修正中，來往關西至熊本、西鹿兒島之間的臥鋪特急列車中，沒有A臥鋪車廂和餐車。

  3. 岡山至博多之間的「月光」1往返班次和「屋久島」廢止。
  4. 來往名古屋至熊本之間的「天草」改名為急行「阿蘇（日语：／）」，並改經博多和縮短至來往新大阪至熊本之間。該列車與關西至九州之間的夜行急行「國東」、「雲仙、西海」均使用14系客車。為全車座位指定席，於修正前設有臥鋪車廂與自由席車廂，但由於周遊券使用者較難乘車與使用者乘客減少等，於同年12月所有列車均重設自由席。
  5. 「櫻島」於東京至新大阪之間廢止。新大阪至西鹿兒島之間使用14系座位客車的「明星」升級為特急。同時改為季節特急列車。
- 1978年（昭和53年）10月2日：實施時間表修正：
  1. 來往京都，使用電動列車的1往返「明星」班次廢止。而「那霸」的運行區間延長至來往京都至西鹿兒島之間。
  2. 「明星」設有來往博多的1往返班次，來往熊本的1往返班次，來往西鹿兒島的2往返班次，共有4往返班次。使用14系座位客車的季節列車廢止。
  3. 「曉」不再與其他列車結併。來往熊本的班次，使用24系的1往返班次變為獨立列車，並改為季節列車。使14系經筑豐本線的1往返「明星」班次廢止，改為來往佐世保的「曉」。
  4. 「明星」與「那霸」引入車頭標誌。隨著使用人次減少，「阿蘇」與「國東」結併運輸。
- 1980年（昭和55年）10月1日：實施時間表修正：
  1. 來往京都的「那霸」廢止，來往新大阪的「明星」1往返班次改為「那霸」。「那霸」首次設有下行通過博多站的班次。
  2. 來往熊本「明星」季節性班次延長至西鹿兒島，使「明星」沒有班次來往熊本。
  3. 「阿蘇、國東」和「雲仙、西海」廢止。關西至九州之間的夜行急行列車全部廢止。
- 1982年（昭和57年）11月15日：實施時間表修正：
  1. 「明星」來往博多的班次與「那霸」廢止。來往西鹿兒島的1往返班次中，由使用24系客車改為使用電動列車，同時改名為「那霸」。「明星」只剩下來往西鹿兒島的1往返班次。
    - 「那霸」的班次為使用電動列車，「明星」的班次為使用客車。「那霸」的下行列車再次停博多站。「那霸」的編成數由12輛改為10輛。

  2. 「金星」來往名古屋至博多之間的定期電動列車臥鋪特急列車廢止。而來往名古屋至西鹿兒島，使用14系座位客車的臨時特急列車「金星」繼續存在。
- 1984年（昭和59年）2月1日：實施時間表修正：
  1. 「那霸」的使用車輛改為24系臥鋪客車。
  2. 「明星」與「曉」在5年5個月後再次結併運行。
  3. 在九州內，「明星」與「那霸」引入車頭標誌。
- 1986年（昭和61年）11月1日：實施時間表修正（日语：1986年11月1日国鉄ダイヤ改正）：
  1. 「那霸」的所屬車輛，由向日町運輸所（現時為京都綜合運輸所（日语：京都総合運転所））改為鹿兒島運輸所（日语：鹿児島車両センター）（基本編成）、熊本運輸所（日语：熊本鉄道事業部）（付屬編成）。
  2. 「明星」改用20系客車（日语：国鉄20系客車），並成為臨時列車。定期列車中只剩下「那霸」。

### 國鐵分割民營化後
- 1990年（平成2年）3月10日：「那霸」的普通車（日语：普通車 (鉄道車両)）座位指定席（日语：座席指定席）加入連排座位，加入在來往熊本的付屬編成。
  - 另外在同年，開設臨時急行「霧島」來往新大阪至西鹿兒島之間。另外也有臨時臥鋪特急「明星」81、82號，使用車輛為20系客車（日语：国鉄20系客車），由於車輛開始老化，使服務質量有所下降，當時「明星」的別名已經消滅
- 1991年（平成3年）3月29日：「那霸」於當日起，上行列車開始連結B獨立寢台（日语：B寝台）「Duet」。
- 1992年（平成4年）7月14日：「那霸」於當日起，上行列車開始連結「Solo」，而本來連結於付屬編成的「連排座位」改為連結在來往西鹿兒島的基本編成。
- 1993年（平成5年）3月18日：隨著臨時夜行座位特急「金星」使用人次減少，再沒有開辦臨時班次。
- 1995年（平成7年）
  - 1月17日：發生阪神大地震，使東海道、山陽本線（JR神戶線）不能通行，「那霸」在該不通區間暫停服務。
  - 1月30日 - 3月31日：開設經福知山線、山陰本線、播但線，繞過不通區間的臨時臥鋪特急「那霸」81、82號，該班次來往熊本（同時設有繞路列車「曉」81、82號）[5]。
    - 由於播但線的列車長度為8輛，為了盡可能確保運輸能力[6]，除了發電車後，使用了14系臥鋪車7輛編成[7]。
    - 由於受到地震影響，在姬路以西區間使用了暫停運行的「隼」時間表。
      - 81號停車站[8]

新大阪站－大阪站－岡山站－倉敷站－福山站－尾道站－廣島站－柳井站－下松站－德山站－防府站－宇部站－下關站－門司站－小倉站－博多站－鳥栖站－久留米站－大牟田站－熊本站
      - 82號停車站[8]

熊本站－大牟田站－久留米站－鳥栖站－博多站－小倉站－門司站－下關站－厚狹站－小郡站－德山站－下松站－岩國站－廣島站－西條站－三原站－尾道站－福山站－倉敷站－岡山站－大阪站－新大阪站

  - 4月1日：隨著JR神戶線重開，「那霸」重開[9]。來往新大阪至西鹿兒島之間的臨時急行別名由「霧島」改為「櫻島」。
- 1996年（平成8年）3月16日：臨時急行「櫻島」廢止。在當年後再沒有開辦該臨時急行列車。
- 1997年（平成9年）11月29日：來往東京的「隼」的運行區間縮短至熊本站。來往西鹿兒島站的臥鋪特急只剩下「那霸」，同時使用人次有所增加。另外，「隼」於熊本至西鹿兒島之間，由西日本Travel負責的車內販賣服務改為於下行「那霸」於熊本 → 西鹿兒島之間進行，在冬季設有紅茶販賣服務。

### 京阪神至九州藍色列車的結束
- 2004年（平成16年）3月13日：隨著九州新幹線新八代至鹿兒島中央之間開業，並行在來線改由肥薩橙鐵道管理，「那霸」縮短至來往熊本站[10]。而西日本Travel的車內販賣服務終結。
- 2005年（平成17年）10月1日：隨著使用人次減少，「那霸」與「曉」於京都至鳥栖之間結併運輸。「那霸」的運行區間為京都至熊本之間[11]，「那霸」時間表改為使用「曉」的時間表。在普通車指定席中沒有「連排座位」。
  - 因此「京阪神至九州特急」事實只有「那霸」「曉」1往返班次。
- 2008年（平成20年）3月14日：當日起「那霸」廢止。
  - 在當日起來往九州的藍色列車只剩下來往東京的「富士」「隼」的1往返班次，該列車於2009年（平成21年）3月13日廢止。

## 注腳
1. ↑  県民名付け親の寝台特急「なは」 3月廃止に - 琉球新報 2008年1月16日 的存檔，存档日期2008年3月21日，.
2. 1 2  宇都宮照信; 栗原隆司. . 海鳥社. 2009: 142. ISBN 978-4-87415-717-6.
3. ↑  在大幅誤點時，將使用JR貨物門司機關區相同車輛代行。
4. ↑  品川站設有輔助臨時出發月台，於1990年代前該月台於繁忙時期設有臨時列車使用。
5. ↑  交通新聞社（日语：交通新聞社） (编). . 西日本旅客鐵道. 1996: 825.
6. ↑  交通新聞社 (编). . 西日本旅客鐵道. 1996: 1028.
7. ↑  交通新聞社 (编). . 西日本旅客飯道. 1996: 830.
8. 1 2  交通新聞社 (编). . 西日本旅客鐵道. 1996: 833.
9. ↑  交通新聞社 (编). . 西日本旅客鐵道. 1996: 1110.
10. ↑   '04. JRR. 2004. ISBN 4-88283-125-2.
11. ↑   '06. JRR. 2006. ISBN 4-88283-127-9.